# Soúrpi
Soúrpi, en grec moderne : Σούρπη, est un village et un ancien dème de Thessalie en Grèce-Centrale. Depuis 2010, il fait partie du dème d'Almyrós.
Selon le recensement de 2011, la population du dème compte 2 867 habitants tandis que celle du village s'élève à 1 457 habitants.